# 9K121 Vichr

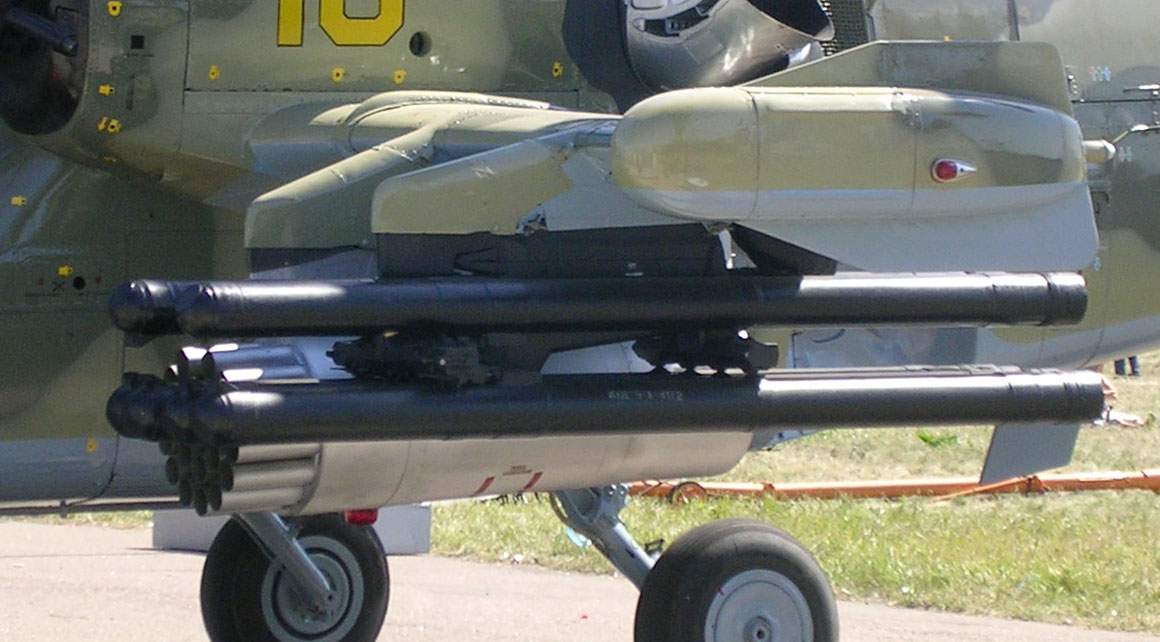
Protitankové střely Vichr u vrtulníku Kamov Ka-50

9K121 Vichr (v kódu NATO AT-16 „Scallion“) je ruský protitankový raketový komplet dlouhého dosahu naváděný laserovým paprskem. Raketa se pomocí vzadu umístěných zpětných senzorů navádí na střed laserového paprsku, který je vysílán ze zaměřovacího systému střelce směrem na cíl. Liší se tak od poloaktivního laserového navádění použitého např. u raket AGM-114 Hellfire. Řízená střela nese označení 9A1472. Byl vyvinut v konstrukční kanceláři KBP během osmdesátých let speciálně pro nový bitevní vrtulník Ka-50. Při jeho vývoji byl kladen velký důraz na podstatné zvýšení dosahu střely až na 10 km. Střela 9A1472 s tandemovou kumulativní hlavicí se k cíli pohybuje vysoce nadzvukovou rychlostí a vzdálenost 8 km překoná za 21 s. Celý proces navádění střely na cíl je automatizovaný.
Kromě vrtulníků Ka-50 a Ka-52 může být komplet Vichr používán rovněž bitevními letouny Su-25T nebo Su-35.

## Technická data
- Délka střely: 2800 mm
- Průměr těla střely: 130 mm
- Hmotnost střely: 45 kg
- Rychlost střely: 600m/s, Mach 1,8
- Účinný dostřel: minimální 500 m, maximální 10 000 m
- Typ bojové hlavice: Kumulativní tandemová